# Carlos Barbetti
Carlos Barbetti fue un actor de reparto italiano que hizo toda su carrera en Argentina.

## Carrera
Barbetti fue un prestigioso actor de reparto que incursionó en Argentina ampliamente durante toda la década del '50, en decenas de películas durante la época de oro del cine argentino, junto a destacadas figuras de la escena nacional como Luis Sandrini, Lalo Malcolm, Ramón Garay, María del Río, Alfredo Alcón, Héctor Calcaño, entre muchos otros.
En teatro actuó en el Teatro Marconi con la obra Arrivederci Italia mia en 1950.

## Filmografía
- 1951: Buenos Aires, mi tierra querida
- 1951: El hermoso Brummel
- 1951: Mi divina pobreza
- 1952: Los sobrinos del zorro
- 1952: El infortunado Fortunato
- 1953: La casa grande
- 1953: Del otro lado del puente
- 1953: Dock Sud
- 1954: Veraneo en Mar del Plata
- 1955: Mercado de abasto
- 1955: La morocha
- 1955: El barro humano
- 1956: La pícara soñadora
- 1957: Una viuda difícil[3]